# Carineta
Carineta is een geslacht van halfvleugeligen uit de familie van de Cicadidae (zangcicaden). Het geslacht werd voor het eerst wetenschappelijk beschreven door Charles Jean-Baptiste Amyot en Jean Guillaume Audinet Serville in 1843.

## Soorten
Het genus bevat de volgende soorten:

- Carineta acclivis Sanborn, 2017
- Carineta acommosis Sanborn, 2020
- Carineta aestiva Distant, 1883
- Carineta apicalis Distant, 1883
- Carineta apicoinfuscata Sanborn, 2011
- Carineta aratayensis Boulard, 1986
- Carineta argentea Walker, 1852
- Carineta basalis Walker, 1850
- Carineta bidigitata Sanborn, 2019
- Carineta bilineosa Walker, 1858
- Carineta bitorquata Sanborn, 2020
- Carineta boliviana Distant, 1905
- Carineta boulardi Champanhet, 1999
- Carineta calida Walker, 1858
- Carineta carayoni Boulard, 1986
- Carineta castaneopercula Sanborn, 2020
- Carineta cearana Distant, 1906
- Carineta centralis Distant, 1892
- Carineta cinara Distant, 1883
- Carineta cingenda Distant, 1883
- Carineta congrua Walker, 1858
- Carineta coronida Sanborn, 2020
- Carineta crassicauda Torres, 1948
- Carineta criqualicae Boulard, 1986
- Carineta cristalinea Champanhet, 2001
- Carineta crocea Distant, 1883
- Carineta crumena Goding, 1925
- Carineta cyrili Champanhet, 1999
- Carineta detoulgoueti Champanhet, 2001
- Carineta diardi (Guérin-Méneville, 1829)
- Carineta dicrophryxothrix Sanborn, 2020
- Carineta digitata Sanborn, 2020
- Carineta dolosa Boulard, 1986
- Carineta doxiptera Walker, 1858
- Carineta durantoni Boulard, 1986
- Carineta ecuatoriana Goding, 1925
- Carineta ensifera Sanborn, 2019
- Carineta fasciculata (Germar, 1821)
- Carineta fimbriata Distant, 1891
- Carineta garleppi Jacobi, 1907
- Carineta gemella Boulard, 1986
- Carineta genitalostridens Boulard, 1986
- Carineta guianaensis Sanborn, 2011
- Carineta hamata Sanborn, 2019
- Carineta illustris Distant, 1905
- Carineta imperfecta Boulard, 1986
- Carineta indecora (Walker, 1858)
- Carineta lichiana Boulard, 1986
- Carineta limpida Torres, 1948
- Carineta liturata Torres, 1948
- Carineta lydiae Champanhet, 1999
- Carineta maculosa Torres, 1948
- Carineta maracayensis Sanborn, 2020
- Carineta martiniquensis Davis, 1934
- Carineta matura Distant, 1892
- Carineta modesta Sanborn, 2011
- Carineta naponore Boulard, 1986
- Carineta nigrafissura Sanborn, 2020
- Carineta obtusa Walker, 1858
- Carineta peruviana Distant, 1905
- Carineta picadae Jacobi, 1907
- Carineta pictilis Sanborn, 2019
- Carineta pilifera Walker, 1858
- Carineta pilosa Walker, 1850
- Carineta platensis Berg, 1882
- Carineta porioni Champanhet, 2001
- Carineta postica Walker, 1858
- Carineta producta Walker, 1858
- Carineta propinqua Torres, 1948
- Carineta quadrofastigiata Sanborn, 2020
- Carineta quinimaculata Sanborn, 2011
- Carineta rubricata Distant, 1883
- Carineta rufescens (Fabricius, 1803)
- Carineta rumipataensis Sanborn, 2020
- Carineta rustica Goding, 1925
- Carineta scripta Torres, 1948
- Carineta seriemaculata Sanborn, 2020
- Carineta socia Uhler, 1875
- Carineta spoliata (Walker, 1858)
- Carineta strigilifera Boulard, 1986
- Carineta submarginata Walker, 1850
- Carineta tetraspila Jacobi, 1907
- Carineta tiarata Sanborn, 2020
- Carineta tigrina Boulard, 1986
- Carineta tingomariaensis Sanborn, 2020
- Carineta titschacki Jacobi, 1951
- Carineta tracta Distant, 1892
- Carineta tricuspis Sanborn, 2020
- Carineta trinidadensis Sanborn, 2020
- Carineta trivittata Walker, 1858
- Carineta turbida Jacobi, 1907
- Carineta uncinata Sanborn, 2019
- Carineta urostridulens Boulard, 1986
- Carineta ventralis Jacobi, 1907
- Carineta ventrilloni Boulard, 1986
- Carineta verna Distant, 1883
- Carineta viridicata Distant, 1883
- Carineta viridicollis (Germar, 1830)